# Marion Rasche
Marion Rasche (* 12. September 1944 als Marion Schmidt in Spremberg) ist eine deutsche Filmregisseurin und Dramaturgin.

## Leben und Werk
Marion Rasche studierte Theaterwissenschaft und Philosophie in Berlin, bevor sie 1976 ihre Arbeit als Dramaturgin am DEFA-Studio für Trickfilme in Dresden aufnahm. Es entstanden Arbeiten mit Regisseuren wie Kurt Weiler, Otto Sacher oder Lutz Dammbeck. Nach vier Jahren wagt Rasche ihre erste eigene Regiearbeit. Zusammen mit Peter Mißbach entsteht ein als Trailer für das Nationale Festival für Dokumentar- und Kurzfilm in Neubrandenburg geplanter, zweiminütiger Kurzfilm mit dem Titel Sieben Rechte für den Zuschauer. Der Beitrag, der das Verhältnis zwischen Filmschaffenden und Publikum beleuchtet, ist so erfolgreich, dass er anschließend auf zahlreichen weiteren internationalen Filmfestivals präsentiert wird.
1981 wird Rasche Chefdramaturgin des DEFA-Trickfilmstudios und kurz darauf auch dessen künstlerische Leiterin. Sie bricht mit den starren Organisationsstrukturen des Studios und bringt Innovationen in das Studioleben. So führt sie Künstler wie Lutz Dammbeck, Andreas Dress und Helge Leiberg langfristig an das Studio heran. Zahlreiche Filmprojekte setzt sie gegen Widerstände durch. 1988 gibt Rasche ihre Position als künstlerische Leiterin auf und führt selbst Regie. Bis zur Abwicklung des Trickfilmstudios entstehen drei Animationsfilme: Der lange Weg greift den Text „Die Geschichte von Pit Pikus, dem Specht, und der Möwe“ von Friedrich Wolf auf, Reisen ist schön geht auf eine Idee von Sascha Anderson zurück. Zuletzt verfilmt sie das Märchen Hans im Glück der Gebrüder Grimm.
Im wiedervereinigten Deutschland widmet sich Marion Rasche dem Dokumentarfilmschaffen. Sie dreht unter anderem mehrere Porträtfilme über bekannte Künstler wie Hermann Naumann, A. R. Penck, Georg Baselitz und Achim Freyer. Ein weiterer Film widmet sich dem schillernden Dresdner Filmproduzenten Thomas Bürger. Darüber hinaus produziert sie für die DEFA-Stiftung elf Zeitzeugengespräche mit früheren Kolleginnen und Kollegen des DEFA-Trickfilmstudios. Darunter finden sich Interviews mit Kurt Weiler, Günter Rätz, Katja und Klaus Georgi, Christl Wiemer, Monika Krauße-Anderson sowie Sieglinde Hamacher.

## Filmografie (Auswahl)

### Als Dramaturgin
- 1978: Ein gemachter Mann oder "Falsche Fuffziger" (Regie: Kurt Weiler)
- 1978: Am Fenster (Regie: Otto Sacher)
- 1978: Lebe! (Regie: Lutz Dammbeck)
- 1980: Einmart (Regie: Lutz Dammbeck)
- 1980: Knurri und der Eierdieb (Regie: Jörg d’Bomba)
- 1981: David und Goliath (Regie: Sabine Meienreis)
- 1981: Musikalische Arabesken: Humoreske (Regie: Heinz Nagel)
- 1981: Der Koffer (Regie: Kurt Weiler)
- 1983: Copyright by Luther (Regie: Lew Hohmann)
- 1986: Die Flut (Regie: Lutz Dammbeck)
- 1987: Sisyphos (Regie: Sieglinde Hamacher)
- 1988: Zeus, Adler, Mistkäfer (Regie: Kurt Weiler)

### Als Regisseurin
- 1980: Sieben Rechte für den Zuschauer (zusammen mit Peter Mißbach; Animationsfilm)
- 1989: Der lange Weg (Animationsfilm)
- 1990: Reisen ist schön (Animationsfilm)
- 1990: Hans im Glück (Animationsfilm)
- 1992: Vor allem aber bin ich Nomade – A. R. Penck (Dokumentarfilm)
- 1992: Des Bürgers Traumfabrik – Hollywood in Dresden (Dokumentarfilm)
- 1993: Das Dresdner Huhn (Dokumentarfilm)
- 1999: Lebensläufe: Georg Baselitz trifft Georg Kern (Dokumentarfilm)
- 2014: Man will das Bild der Bilder machen – Der Maler Achim Freyer (Dokumentarfilm)

## Auszeichnungen
- 2019: Preis für herausragende Leistungen im deutschen Film der DEFA-Stiftung